# Nandá Déví
Nandá Déví (nazývaná také jako Nanda Devi) je druhá nejvyšší hora Indie. Nachází se ve státě Uttarákhand na severu země. Hora je součástí dvouvrcholového masívu dlouhého asi 2,5 km ve směru východ-západ. Hlavní západní vrchol měří 7816 m, vedlejší východní má 7434 m.

## Horolezecké výpravy
Prvovýstup uskutečnili již v roce 1936 členové anglo-americké horolezecké expedice. Až do roku 1950 to byl nejvyšší zdolaný vrchol planety. Východní vrchol byl zdolán v roce 1939 polskými horolezci. Přechod obou vrcholů po téměř 3 km dlouhém hřebenu uskutečnili v roce 1976 japonští horolezci. Nejvyšší severní stěna byla vylezena také v roce 1976 americkou a indickou výpravou. Roku 1978 zde dosáhla ostravská expedice vrcholu pilíře v pravé části SV stěny (6895 m). Expedice se ve skoro stejném složení vrátila v roce 1981 a vystoupila na vrchol SV pilířem. Na vrcholu stálo postupně 7 členů výpravy včetně Josefa Rakoncaje a Leopolda Sulovského
Nandá Déví má důležité místo v indické mytologii a je považována za posvátnou horu. Celý masív je součástí Národního parku Nandá Déví.

## Nandá Déví v kultuře
- Nandá Déví je zmíněna ve vědeckofantastickém románu Roberta A. Heinleina Měsíc je drsná milenka.[1]